# فرودگاه مونتیچلو (نیویورک)
فرودگاه مونتیچلو (نیویورک) (به انگلیسی: Monticello Airport (New York)) یک فرودگاه همگانی بهره‌برداری هوایی است که یک باند فرود آسفالت دارد و طول باند آن ۷۹۱ متر است. این فرودگاه در کشور ایالات متحده آمریکا قرار دارد و در ارتفاع ۴۷۱ متری از سطح دریا واقع شده‌است.